# Tom Chessell
Thomas Edmund Malcolm "Tom" Chessell (født 1. april 1914, død 9. maj 1992) var en australsk roer.
Chessell var styrmand i den australske otter, der deltog i OL 1952 i Helsinki. Den øvrige besætning i båden bestod af Dave Anderson, Bob Tinning, Ernest Chapman, Geoff Williamson, Geoff Williamson, Mervyn Finlay, Edward Pain og Phil Cayzer. Australierne blev nummer to i deres indledende heat, nummer tre i semifinalen, hvorpå de sikrede sig adgang til finalen med sejr i semifinaleopsamlingsheatet. I finalen var den amerikanske båd overlegne og vandt guld foran Sovjetunionen, mens australierne vandt bronze.

## OL-medaljer
- 1952:  Bronze i otter